# بیچ‌کرفت تی-۳۴ منتور
بیچ‌کرفت تی-۳۴منتور (به انگلیسی: Beechcraft T-34 Mentor) یک هواگرد از نوع هواپیمای آموزشی ساخت شرکت بیچ‌کرفت است. هواگرد تی-۳۴منتور نخستین پروازش را در ۲ دسامبر ۱۹۴۸ میلادی انجام داد. این هواگرد در سال ۱۹۵۳ میلادی رسماً معرفی گردید و در سال‌های ۱۹۵۳–۱۹۵۹، ۱۹۷۵–۱۹۹۰ تولید شده‌است. در مجموع، تعداد ۲٬۳۰۰+ فروند از این هواگرد ساخته شده‌است.